# 塞纳河畔沙特奈
塞纳河畔沙特奈（法語：Châtenay-sur-Seine，法語發音：[ʃatnɛ syʁ sɛn] ⓘ）是法国塞纳-马恩省的一个市镇，属于普罗万区。

## 地理
塞纳河畔沙特奈（48°25'6"N, 3°5'40"E）面积13.03 平方千米，位于法国法蘭西島大區塞纳-马恩省，该省份为法国北部内陆省份，北起瓦兹省，西接埃松省、马恩河谷省、塞纳-圣但尼省和瓦兹河谷省，南至卢瓦雷省，东南接约讷省，东临马恩省和奥布省，东北接埃纳省。
与塞纳河畔沙特奈接壤的市镇（或旧市镇、城区）包括：拉通布、巴卢瓦、埃格利尼、格拉翁、蒙蒂尼朗库。

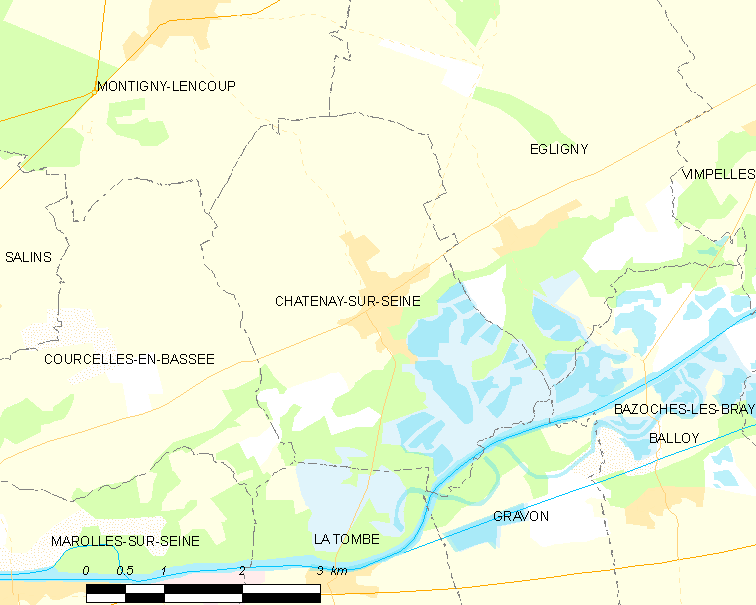
塞纳河畔沙特奈的OSM定位图

塞纳河畔沙特奈的时区为UTC+01:00、UTC+02:00（夏令时）。

## 行政
塞纳河畔沙特奈的邮政编码为77126，INSEE市镇编码为77101。

## 政治
塞纳河畔沙特奈所属的省级选区为普罗万县。

## 人口

1962-2008年间塞纳河畔沙特奈人口变化图示

塞纳河畔沙特奈于2022年1月1日时的人口数量为1049人。